# The Big Sick
Pour plus de détails, voir Fiche technique et Distribution.
The Big Sick est une comédie romantique américaine réalisée par Michael Showalter sortie en 2017. Le film a été présenté au festival du film de Sundance 2017. Le film a été nommé pour l'Oscar du meilleur scénario original.

## Synopsis
À Chicago, Kumail tente de percer sur la scène du stand-up mais survit en tant que chauffeur Uber. Immigrés pakistanais, ses parents préféreraient voir leur fils devenir avocat, mais surtout épouser une jeune femme dans la plus pure tradition des mariages arrangés.
Lors d'un passage sur scène, Kumail est interrompu par une jeune femme dans l'assistance, Emily. Les deux jeunes gens tombent rapidement amoureux, mais se voient vite confrontés à l'obstacle de la famille de Kumail, ainsi qu'à l'hospitalisation soudaine de la jeune femme.

## Fiche technique
- Titre original : The Big Sick
- Titre québécois : Mal d'amour
- Réalisation : Michael Showalter
- Scénario : Kumail Nanjiani, Emily V. Gordon
- Photographie : Brian Burgoyne
- Montage : Robert Nassau
- Musique : Michael Andrews
- Pays de production : États-Unis
- Langue originale : anglais
- Format : couleur
- Budget : 5 millions $[1]
- Genre : comédie romantique
- Durée : 124 minutes
- Dates de sortie : 
  - États-Unis : 20 janvier 2017 (festival du film de Sundance)
  - États-Unis : 23 juin 2017
  - France : 5 décembre 2017 (directement en vidéo)

## Distribution

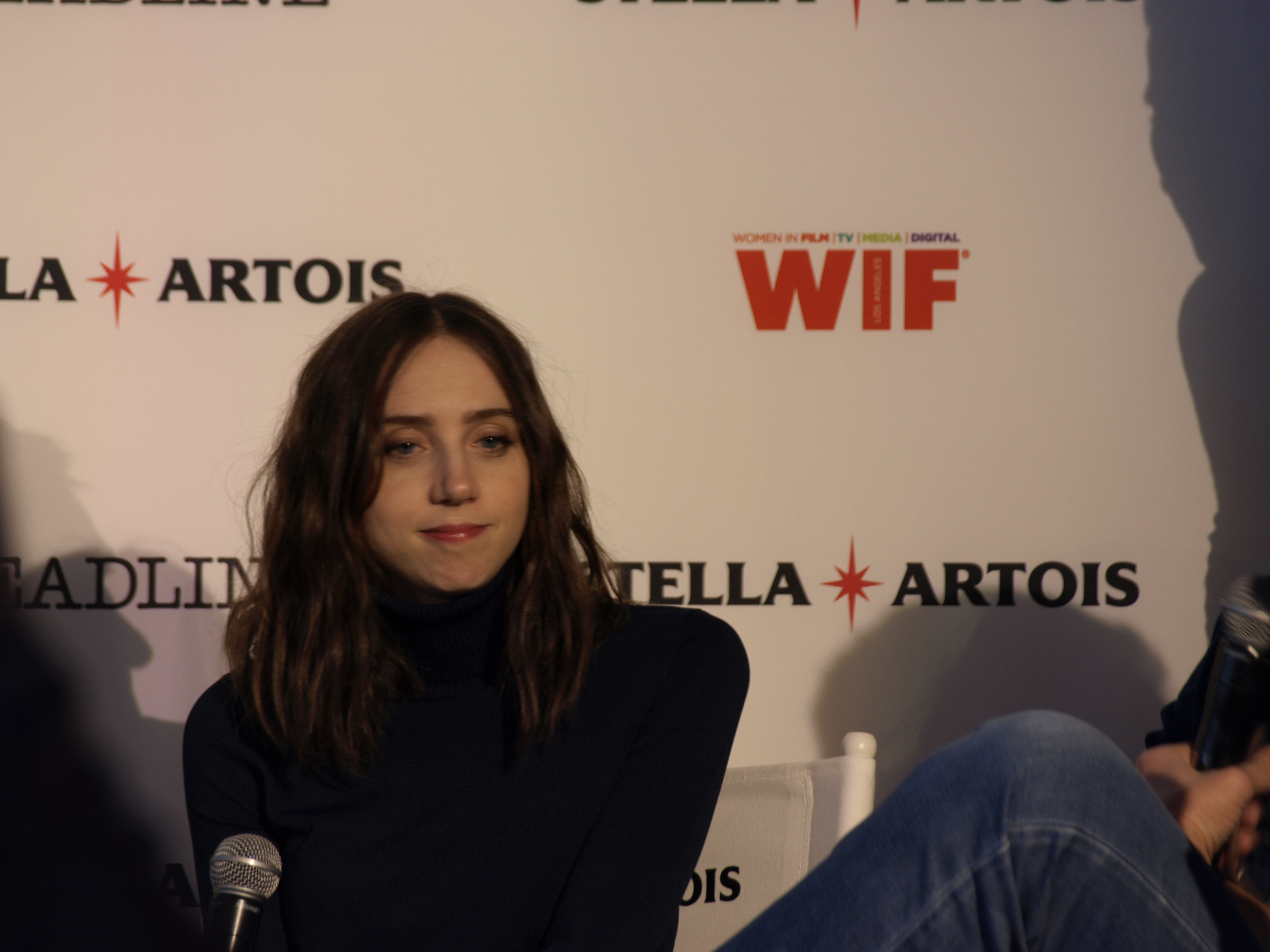
L'actrice principale Zoe Kazan au Festival de Sundance 2017.

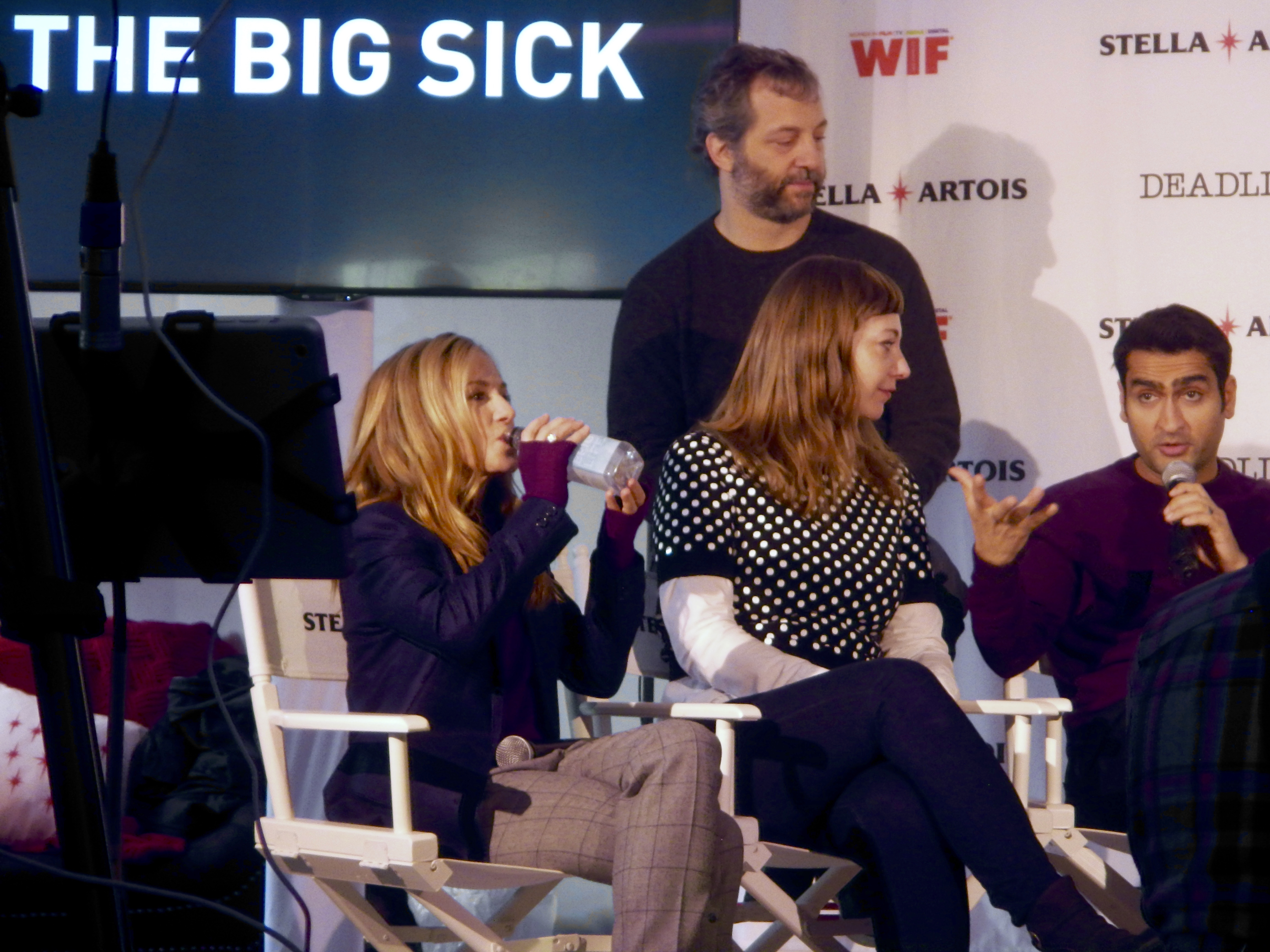
Holly Hunter, Judd Apatow, Emily V. Gordon et Kumail Nanjiani, également à Sundance 2017.

- Kumail Nanjiani (VQ : Adrien Bletton) : Kumail
- Holly Hunter (VQ : Lisette Dufour) : Beth Gardner
- Zoe Kazan (VQ : Kim Jalabert) : Emily Gardner
- Aidy Bryant : Mary
- Ray Romano : Terry Gardner
- Matty Cardarople : Stu
- Anupam Kher : Azmat
- Zenobia Shroff : Sharmeen
- Vella Lovell : Khadija
- Bo Burnham : CJ
- Adeel Akhtar : Naveed
- Shenaz Treasurywala : Fatima
- Celeste Arias : Denise
- Linda Emond : Dr. Cunningham
- Rebecca Naomi Jones : Jessie
- Kurt Braunohler : Chris
- Shana Solomon : Nurse Bette
- Isabel Shill : Inez
- Myra Turley : Anna
- Shunori Ramanathan : Sumera
- Andrew Pang : Dr. Spellman
- Sophia Muller : Chrissy
- Kerry Flanagan : Kathy
- Lawrence Ballard : Dr. Lewin
- Lauren Patten : Brooke
- Keilly McQuail : Cheryl
- Stephanie DiFiore : Bethany